# Tim Ross
Tim Ross es un actor australiano, más conocido por haber interpretado a Steve Beaumont en la serie Wonderland.

## Biografía
Tim se entrenó en el "Victorian College of the Arts, VCA". Durante su último año en el 2007 fue galardonado con la beca "Fundación Benéfica de la Familia Orloff" (en inglés: "Orloff Family Charitable Trust Scholarship") por su demostración y dedicación extraordinaria en el curso.

## Carrera
Tim es miembro del grupo de teatro "Red Stitch".
Ha aparecido en numerosas obras de teatro entre ellas King Lear, The Kitchen Sink, Observe the Sons of Ulster Marching Towards the Somme, entre otros...
El 14 de agosto de 2009 apareció como invitado en la popular serie australiana Neighbours donde dio vida al promotor de música James Linden, hasta el 10 de septiembre del mismo año, después de que su personaje huyera luego de realizar una estafa.
En el 2010 apareció como invitado en la serie policíaca Rush donde dio vida a Will en el episodio "Don't Cook Meth", anteriormente había aparecido por primera vez en la serie durante la primera temporada en el 2008 donde interpretó a un sargento de la policía durante el episodio # 1.9.
En el 2011 se unió al elenco de la película para la televisión Underbelly Files: Tell Them Lucifer Was Here donde dio vida al oficial mayor de la policía Darren Sherren.
El 21 de agosto de 2013 se unió al elenco principal de la serie Wonderland donde dio vida a Steve Beaumont, el hermano de Miranda Beaumont (Anna Bamford) y esposo de Dani Varvaris (Jessica Tovey) hasta el final de la serie el 20 de mayo de 2015 tras finalizar la tercera temporada.
El 29 de marzo de 2017 se unió al elenco recurrente de la popular serie australiana Home and Away donde interpretó a James Mayvers, el novio de Ruth "Roo" Stewart, hasta el 20 de abril de 2017 después de que Roo terminara la relación con él luego de que James le pidiera que abortara.

## Filmografía[6]

### Series de televisión
| Año         | Título        | Personaje       | Notas                      |
| ----------- | ------------- | --------------- | -------------------------- |
| 2017        | Home and Away | James Mayvers   | 11 episodios               |
| 2016        | The Code      | Peter           | 2 episodios                |
| 2013 - 2015 | Wonderland    | Steve Beaumont  | 44 episodios               |
| 2012        | Mrs Biggs     | Colin MacKenzie | episodio # 1.5             |
| 2010        | Rush          | Will            | episodio "Don't Cook Meth" |
| 2009        | Neighbours    | James Linden    | 6 episodios                |

### Películas
| Año  | Título                                       | Personaje                | Notas                                                                          |
| ---- | -------------------------------------------- | ------------------------ | ------------------------------------------------------------------------------ |
| 2011 | Underbelly Files: Tell Them Lucifer Was Here | Snr. Con. Darren Sherren | junto a Paul O'Brien, Todd Lasance, Ditch Davey, Brett Climo y Marshall Napier |

### Teatro
| Año  | Obra                                           | Personaje | Director       | Teatro             | Notas                                                  |
| ---- | ---------------------------------------------- | --------- | -------------- | ------------------ | ------------------------------------------------------ |
| 2012 | The Kitchen Sink                               | Pete      | -              | Red Stitch Theatre | junto a Tim Potter, Christine Keogh y Russell Fletcher |
| 2011 | Return to Earth                                | -         | Aidan Fennessy | Melbourne Theatre  | junto a Kim Gyngell, Julie Forsyth y Anthony Ahern     |
| 2011 | Hamlet                                         | Laertes   | Simon Phillips | Melbourne Theatre  | junto a Ewen Leslie, John Adam y Pamela Rabe           |
| 2011 | Howie the Rookie                               | -         | -              | Red Stitch Theatre | -                                                      |
| 2010 | Oh Well Never Mind Bye                         | -         | -              | Red Stitch Theatre | -                                                      |
| 2009 | On Ego                                         | -         | -              | Red Stitch Theatre | -                                                      |
| 2007 | A Midsummer Night’s Dream                      | -         | -              | Theatreworks       | -                                                      |
| 2007 | The Venetian Twins                             | -         | -              | Grant St. Theatre  | -                                                      |
| 2007 | The Unprofessionals                            | -         | -              | -                  | -                                                      |
| 2004 | Twelfth Night                                  | -         | -              | Little Theatre     | -                                                      |
| 2003 | The Ugly Man                                   | -         | -              | Little Theatre     | -                                                      |
| 2003 | We Look Great in Jeans                         | -         | -              | Festival Theatre   | -                                                      |
| 2003 | Oh What A Lovely War                           | -         | -              | Little Theatre     | -                                                      |
| 2002 | Merrick and Rosso - The American Russo         | -         | -              | Thebarton Theatre  | -                                                      |
| 1998 | Mardi Grouse                                   | -         | -              | -                  | -                                                      |
| 1996 | Welcome to Mosh Pit School                     | -         | -              | -                  | -                                                      |
| -    | The Perjured City                              | -         | -              | -                  | -                                                      |
| -    | King Lear                                      | -         | -              | -                  | -                                                      |
| -    | Victory                                        | -         | -              | -                  | -                                                      |
| -    | Observe the Sons of Ulster Marching Towards... | -         | -              | -                  | -                                                      |
| -    | Our Country’s Good                             | -         | -              | -                  | -                                                      |